# Sjirk
Sjirk (Arabisch: شرك) is het islamitische concept van het toekennen van goddelijke eigenschappen aan iets of iemand anders; afgoderij. Het is het tegenovergestelde van tawhied, het uitgangspunt van de islam, waarmee sjirk de meest gehate zonde is in de islam. Taalkundig gezien betekent sjirk het gelijkstellen/deelnemen.
Het woord sjirk is afkomstig van de Arabische wortel Š-R-K (ش ر ك) en betekent letterlijk 'delen'. Wie sjirk pleegt, 'deelt God dus op' in meerdere componenten.
In soera De Vrouwen 48 wordt expliciet duidelijk gemaakt dat sjirk een grote zonde is:
Het is waar, God vergeeft niet dat men iets met Hem vereenzelvigt, maar al hetgeen daarbuiten zal Hij, aan wie Hij wil, vergeven. Wie iets met God vereenzelvigt, begaat waarlijk een zeer grote zonde.
Uit dit vers is op te maken dat met uitzondering van het toekennen van deelgenoten (sjirk), alle zonden vergeven kunnen worden. Sjirk kan alleen vergeven worden als daar oprecht berouw voor wordt getoond en men er niet naar terugkeert. Als er geen berouw wordt getoond voor sjirk en de zondaar komt in die hoedanigheid te overlijden, dan is sjirk een onvergeeflijke zonde.
Ook soera De Toewijding keert zich tegen hen die zij die deelgenoten aan God geven. Deze passage was gericht op de inwoners van Mekka, maar veel moslims zien in deze soera een duidelijke afwijzing van de christelijke drie-eenheid. Ook natuurgodsdiensten en het populair hindoeïsme zouden zich er schuldig aan maken.
Er zijn drie niveaus van sjirk: sjirk akbar (grote sjirk), sjirk asghar (kleine sjirk) en sjirk khafee (verborgen sjirk).
Een grote sjirk is één waarover de fikh zich heeft uitgesproken, waardoor de pleger ervan zich buiten de islam plaatst, en voor eeuwig zal verblijven in de hel. Indien God het vergeeft zal het verblijf in de hel voor lange tijd zijn, maar niet eeuwig. Het doet alle daden teniet. Een kleine sjirk is iedere daad die door de fikh als zodanig als sjirk wordt beschouwd, ongeacht of dit nu uitspraak of handeling is. De pleger plaatst zich door het plegen ervan niet buiten de islam en zal dan ook niet door deze daad eeuwig in de hel verblijven. Niet alle daden gaan teniet. Een verborgen sjirk is als iemand zijn gebed verfraait, omdat iemand naar hem kijkt. Dit kan zowel een grote als een kleine sjirk zijn.
Volgens een overlevering van Ahmed en Al Hakim zou Mohammed eens de eed van een man hebben geweigerd die een amulet droeg en het dragen ervan als sjirk hebben aangemerkt. Ook een amulet zoals het zogenoemde boze oog kan als sjirk worden gezien. Het bouwen van een moskee boven een graf wordt door puristen ook als zodanig afgewezen. Het bidden bij een graf is alleen toegestaan als het gebed niet is gericht tot de persoon die er begraven ligt.
Persoonsverheerlijking wordt eveneens gezien als sjirk. Om deze reden worden termen als 'wahabist' of 'mohammedaan' door moslims niet gebruikt en worden geen praalgraven gebruikt, al komen mausolea wel voor.